# Jonas Thern
Jonas Magnus Thern (* 20. März 1967 in Värnamo) ist ein ehemaliger schwedischer Fußballspieler und -trainer. Der Abwehrspieler, der zwischen 1987 und 1997 75 Länderspiele für die schwedische Nationalmannschaft bestritten hat, gewann in drei Ländern nationale Meistertitel und nahm an zwei Weltmeisterschafts- und einer Europameisterschaftsendrunde teil.

## Werdegang

### Karrierestart in Schweden und Stippvisite im Ausland
Thern begann in seinem Heimatort bei IFK Värnamo mit dem Fußballspielen. 1985 lagen ihm Angebote von Östers IF aus dem nahe gelegenen Växjö und Malmö FF vor. Da sich Östers IF im Abstiegskampf der Allsvenskan befand, entschied er sich zum Wechsel nach Malmö. Dort übernahm Roy Hodgson das Training und unter dessen Leitung belegte Thern mit der Mannschaft in den folgenden drei Jahren jeweils den ersten Platz der Allsvenskan. In den jeweils anschließenden Meisterschaftsendrunden erreichte MFF 1986 und 1987 das Endspiel, wobei im ersten Jahr gegen AIK der Meistertitel errungen wurde, während sich 1987 IFK Göteborg aufgrund der Auswärtstorregel durchsetzen konnte. Parallel spielte sich Thern in die schwedische Landesauswahl, in der er am 14. Oktober 1987 beim 1:1-Unentschieden gegen die deutsche Nationalmannschaft durch Tore von Pierre Littbarski und Glenn Hysén im Gelsenkirchener Parkstadion debütierte.
Anfang 1988 verließ Thern erstmals Schweden und wechselte in die Schweiz zum FC Zürich. Bei seinem Debüt am 6. März des Jahres im Meisterschaftsspiel gegen Martigny-Sports erzielte er beim 3:1-Erfolg den Treffer zur zwischenzeitlichen 2:0-Führung. Unter Trainer Timo Konietzka kam er bis Mitte April in fünf Ligaspielen zum Einsatz und kehrte anschließend nach Schweden zurück.
An der Seite von Stefan Schwarz, Roger Ljung und Martin Dahlin erreichte Thern mit MFF 1988 erneut den ersten Rang in der Liga und zog nach zwei Siegen im Halbfinale über Örgryte IS ins Endspiel um die schwedische Meisterschaft ein. Nach einem 0:0-Unentschieden im Hinspiel gegen Djurgårdens IF gelang im Rückspiel ein 7:3-Erfolg, der den zweiten Gewinn des Von-Rosens-Pokals in Therns Karriere bedeutete. In der folgenden Saison zeichnete sich für Thern und seine Mannschaft erneut eine dominante Rolle in der Liga ab, er entschied sich jedoch im Sommer zum Vereinswechsel und ging zum portugiesischen Klub Benfica Lissabon, der mit Sven-Göran Eriksson einen schwedischen Trainer verpflichtet hatte. Ohne ihn zog MFF als Tabellenführer ins Endspiel um den Meistertitel ein, zog aber gegen den Tabellenzweiten der regulären Saison IFK Norrköping im Elfmeterschießen den Kürzeren. Dennoch war das Jahr für Thern erfolgreich, kurz vor Jahresende zeichneten die schwedischen Tageszeitung Aftonbladet und der Svenska Fotbollförbundet ihn mit dem Guldbollen als besten Fußballspieler des Jahres aus.

### Im europäischen Spitzenfußball
Beim amtierenden portugiesischen Meister fügte sich Thern in die Stammformation ein. Mit dem Klub erreichte er das Endspiel um den Europapokal der Landesmeister 1989/90, das der Finalgegner AC Mailand am 23. Mai 1990 im Wiener Praterstadion durch ein Tor von Frank Rijkaard für sich entschied. Auch beim anschließend ausgetragenen Weltmeisterschaftsturnier 1990 in Italien gehörte er zum Aufgebot und kam zu zwei Turniereinsätzen. Nach drei 1:2-Niederlagen gegen Brasilien, Schottland und Costa Rica schied er mit seiner Mannschaft am Ende der Gruppenphase aus dem Wettbewerb aus.
In der Spielzeit nach dem Turnier gelang Thern an der Seite seiner Landsleute Mats Magnusson und Stefan Schwarz mit Benfica der 29. Gewinn der Meisterschaft in Portugal, Therns erster Titelgewinn außerhalb Schwedens. In der folgenden Spielzeit erreichte er mit der Mannschaft beim letztmals unter dem Namen ausgetragenen Wettbewerb des Europapokals der Landesmeister 1991/92 die neu eingeführte Gruppenphase, in der hinter dem späteren Sieger FC Barcelona und Sparta Prag der dritte Platz belegt wurde. Mittlerweile zum Mannschaftskapitän der Nationalmannschaft aufgestiegen, nahm Thern im Sommer 1992 mit der Nationalmannschaft an der Europameisterschaftsendrunde im eigenen Land teil. Die Auswahlmannschaft wusste zu überraschen und erreichte als Gruppensieger vor dem späteren Titelträger Dänemark, Frankreich und England das Halbfinale, in dem sie gegen Deutschland scheiterte.
Nach Turnierende zog Thern in die italienische Serie A weiter. Beim SSC Neapel, der seit dem Vorjahr aufgrund einer Dopingsperre auf seinen Star Diego Maradona verzichten musste, spielte er an der Seite von Spielern wie Careca, Daniel Fonseca oder Gianfranco Zola. Der sportliche und finanzielle Abstieg des Klubs ließ sich jedoch nicht vermeiden. 1994 musste der UEFA-Pokalsieger von 1989 etliche seiner Spieler abgeben, so dass Thern innerhalb der Liga in die Landeshauptstadt zur AS Rom weiterzog.
Als Kapitän führte Thern die schwedische Landesauswahl ins Halbfinale bei der Weltmeisterschaft 1994. Bei der 0:1-Niederlage im Vorschlussrundenspiel gegen Brasilien, das durch einen Treffer von Romário in der 80. Spielminute entschieden wurde, wurde er in der 63. Spielminute des Feldes verwiesen. Folglich verpasste er das Spiel um den dritten Platz, das mit einem 4:0-Erfolg über Bulgarien endete. Im Anschluss an das Turnier zeichnete die Tageszeitung Svenska Dagbladet die Mannschaft mit der Svenska-Dagbladet-Goldmedaille aus.
Mit dem bis dato zweifachen italienischen Meister AS Rom erreichte Thern anfangs Plätze im UEFA-Pokal. Größter Erfolg dort war im UEFA-Pokal 1995/96 das Erreichen des Viertelfinals, in dem die Mannschaft in der Verlängerung an Slavia Prag scheiterte. Nachdem es in der Spielzeit 1996/97 nur zu einem zwölften Platz in der Liga gereicht hatte, entschied sich der Abwehrspieler zum Vereinswechsel und verließ Italien ohne Titelgewinn.
Neuer Klub Therns wurde im Sommer 1997 der schottische Verein Glasgow Rangers. Nachdem der Klub unter Trainer Walter Smith neun Meisterschaften in Serie gewonnen hatte, erreichte die Mannschaft um Brian Laudrup, Richard Gough und Ally McCoist im ersten Jahr des Schweden beim Verein den zweiten Platz hinter dem Rivalen Celtic. In der folgenden Spielzeit übernahm der Niederländer Dick Advocaat als erster Nicht-Schotte das Traineramt beim Verein. Thern fiel jedoch verletzungsbedingt längerfristig aus, so dass er an der Seite von Spielern wie Jörg Albertz, Gennaro Gattuso und Giovanni van Bronckhorst nur zu je einem Ligaspiel und einem Einsatz im UEFA-Pokal kam. Nach Ablauf seines Vertrags im Sommer 1999 wollte Advocaat ihn behalten, Thern entschied sich jedoch aufgrund einer absehbaren weiteren Operation zum Karriereende.

### Kurzkarriere als Trainer in Schweden
Thern kehrte nach Ende seiner aktiven Laufbahn nach Schweden zurück und übernahm den Trainerposten bei seinem Heimatverein IFK Värnamo. Mit dem Verein stieg er 2000 in die dritte Liga auf, wo er den Klassenerhalt schaffte. Daraufhin übernahm er ab der Spielzeit 2002 den Trainerposten beim Erstligisten Halmstads BK von Tom Prahl, der zu Malmö FF gewechselt war. Dort konnte er nicht an die Erfolge des Vorgängers anknüpfen und erreichte mit dem Klub nur Plätze im Mittelfeld der Liga. Im Oktober 2003 beendete er sein Trainerengagement und gab als Begründung an, sich mehr um seine Familie kümmern zu wollen. Im Oktober 2009 wurde er erneut von seinem Heimatklub IFK Värnamo ab der Drittliga-Spielzeit 2010 als Trainer verpflichtet. Am Ende der Spielzeit stieg er mit der Mannschaft, in der unter anderem sein von Helsingborgs IF ausgeliehener Sohn Simon Thern auflief, in die zweitklassige Superettan auf. Dennoch demissionierte er auf eigenen Wunsch im Herbst 2010.
Anschließend war Thern als Lehrer am John Bauergymnasiet in Värnamo tätig. Ende 2016 schloss er sich als Teilzeitkraft Landskrona BoIS an, wo er zusammen mit dem ebenfalls neu verpflichteten Torwarttrainer Håkan Svensson einerseits zum Trainerteam der Wettkampfmannschaft dazustieß und andererseits in der Jugendarbeit tätig werden sollte. Bereits im April des folgenden Jahres beendete Thern die Zusammenarbeit wieder, da seinen Vorstellungen zur Ausrichtung der Nachwuchsförderung nicht gefolgt wurde.
2019 kehrte Thern als Trainer zum Zweitligaabsteiger IFK Värnamo zurück, wo Tony Johansson, bereits 2010 sein Assistent und anschließend Nachfolger als Cheftrainer, sowie Ex-Spieler Joakim Wulff als Torwarttrainer zu seinem Trainerstab gehörten. Nach einem siebten Tabellenplatz im ersten Jahr gewann er mit der Mannschaft in der Spielzeit 2020 mit vier Punkten Vorsprung auf Landskrona BoIS den Meistertitel in der Südstaffel der Division 1 und stieg in die Superettan auf. Aufgrund einer mangelnden Trainerlizenz verpflichtete der Klub Robin Asterhed als neuen Cheftrainer, der im Verbund mit Thern die Verantwortung über die Wettkampfmannschaft des Zweitligisten übernahm. Die Mannschaft um Oscar Johansson, Francis de Vries, William Kenndal, Erick Brendon und Mannschaftskapitän Freddy Winsth dominierte in der Zweitliga-Spielzeit 2021 den Wettbewerb und schaffte als Zweitligameister mit sechs Punkte Vorsprung auf den Tabellenzweiten GIF Sundsvall den erstmaligen Aufstieg in die Allsvenskan – der Erfolg gelang dabei mit der Mannschaft mit dem jüngsten Altersdurchschnitt und dem zweitkleinsten Etat der Zweitligaspielzeit. Während Asterhed trotz des Erfolges nach Saisonende als Chefscout zum amtierenden Meister Malmö FF zurückgekehrt war, verpflichtete der Klub mit Kim Hellberg einen neuen Cheftrainer und im Januar 2022 verlängerte Thern sein Engagement um ein weiteres Jahr.

## Erfolge und Auszeichnungen

### Spieler

#### Individuell
- Schwedischer Fußballspieler des Jahres: 1989

#### Auf Vereinsebene
- Schwedischer Meister: 1986, 1988 (mit Malmö FF)
- Schwedischer Pokalsieger: 1986, 1988 (mit Malmö FF)
- Portugiesischer Meister: 1991 (mit Benfica Lissabon)
- Schottischer Meister: 1999 (mit den Glasgow Rangers)
- Schottischer Pokalsieger: 1999 (mit den Glasgow Rangers)
- Schottischer Ligapokalsieger: 1999 (mit den Glasgow Rangers)

#### Mit der Nationalmannschaft
- Weltmeisterschaftsdritter: 1994
- Halbfinale Europameisterschaft: 1992

### Trainer
- Drittligameister: 2010, 2020 (mit IFK Värnamo)
- Zweitligameister: 2021 (mit IFK Värnamo, im Trainerverbund mit Robin Asterheld)

## Familie
Therns 1992 geborener Sohn Simon ist ebenfalls Profifußballer und spielt in der von seinem Vater mittrainierten Mannschaft von IFK Värnamo.